# Mary Louise Weller
Mary Louise Weller (New York, 1º settembre 1946) è un'attrice statunitense.

## Filmografia

### Cinema
- Hail, regia di Fred Levinson (1972)
- Serpico, regia di Sidney Lumet (1973, non accreditata)
- Le radici della paura (The Evil) (1978)
- Animal House (National Lampoon's Animal House), regia di John Landis (1978)
- The Bell Jar, regia di Larry Peerce (1979)
- Vendetta a Hong Kong (Forced Vengeance), regia di James Fargo (1982)
- Il serpente alato (Q), regia di Larry Cohen (1982)
- Blood Tide, regia di Richard Jefferies (1982)

### Televisione
- Baretta – serie TV, 1 episodio (1977)
- Kojak – serie TV, 1 episodio (1978)
- Hunters of the Reef – film TV (1978)
- Starsky & Hutch (Starsky and Hutch) – serie TV, 1 episodio (1978)
- Nel tunnel dei misteri con Nancy Drew e gli Hardy Boys (The Hardy Boys/Nancy Drew Mysteries) – serie TV, 1 episodio (1978)
- Supertrain – serie TV, 1 episodio (1979)
- Truck Driver (B.J. and the Bear) – serie TV, 1 episodio (1979)
- Detective School – serie TV, 1 episodio (1979)
- Vega$ – serie TV, 1 episodio (1980)
- Valentine Magic on Love Island – film TV (1980)
- Ore 17 - Quando suona la sirena (When the Whistle Blows) – serie TV, 1 episodio (1980)
- C'era due volte (Once Upon a Spy) – serie TV (1980)
- Fantasilandia (Fantasy Island) – serie TV, 2 episodi (1979-1980)
- CHiPs – serie TV, 2 episodi (1978-1981)
- Quincy (Quincy M.E.) – serie TV, 1 episodio (1983)